# Ulrich Lind
Ulrich Lind (* 4. November 1942 in Heilbronn) ist ein ehemaliger deutscher Sportschütze, der für die Bundesrepublik Deutschland antrat.
Ulrich Lind von der Heilbronner Schützengilde war 1971 Deutscher Meister mit dem Zimmerstutzen. Bei der Qualifikation für die Olympischen Spiele 1976 in Montreal in der Liegendposition mit dem Kleinkalibergewehr setzten sich Karlheinz Smieszek und Ulrich Lind ringgleich mit 2381 Ringen in vier Wettbewerben durch. In Montreal siegte Smieszek mit 599 Ringen vor Lind mit 597 Ringen, der damit die Silbermedaille gewann und darüber hinaus durch Verleihung des Silbernen Lorbeerblattes geehrt wurde,
1977 siegte Lind bei der Europameisterschaft in Bukarest im Dreistellungskampf, die Mannschaftswertung gewann Lind zusammen mit Smieszek und Oswald Schlipf; in der Liegendposition erreichte Lind die Silbermedaille und gewann Bronze mit der Mannschaft zusammen mit Smieszek und Werner Seibold. Bei der Weltmeisterschaft 1978 in Seoul belegte Lind hinter dem US-Amerikaner Lanny Bassham und dem Briten Malcolm Cooper den dritten Platz im Dreistellungskampf. In der Mannschaftswertung erhielten Lind, Seibold und Smieszek zusammen mit Gottfried Kustermann die Silbermedaille. In der Liegend-Position erkämpften Kurt Hillenbrand, Lind, Seibold und Smieszek Silber. Vier Jahre später bildeten Seibold und Lind zusammen mit Peter Heinz und Hubert Bichler die Mannschaft, die bei der Weltmeisterschaft in Caracas die Silbermedaille in der Liegendposition erhielt. 1982 gelang Lind in der Liegendposition auch ein deutscher Rekord mit 600 Ringen. Nach einem achten Platz in der Liegendposition bei den Olympischen Spielen 1984 in Los Angeles, qualifizierte sich Lind 1988 noch einmal für die Olympischen Spiele, erreichte aber diesmal nur Rang 28.